# Callirhoe papaver
Callirhoe papaver là một loài thực vật có hoa trong họ Cẩm quỳ. Loài này được (Cav.) A.Gray mô tả khoa học đầu tiên năm 1849.